# Colorado Classic (vrouwen)
De Colorado Classic was een vierdaagse wielerwedstrijd voor vrouwen die werd verreden in de Amerikaanse staat Colorado. De koers werd voor het eerst verreden in 2017. In 2019 werd de mannenkoers niet georganiseerd.

## Lijst van winnaars

### Overwinningen per land
| Zeges | Land             |
| ----- | ---------------- |
| 2     | Verenigde Staten |
| 1     | Canada           |